# Poikilogyne multiflora
Poikilogyne multiflora är en tvåhjärtbladig växtart som beskrevs av J.F. Maxwell. Poikilogyne multiflora ingår i släktet Poikilogyne och familjen Melastomataceae. Inga underarter finns listade i Catalogue of Life.